# Chicago Spire
Der Chicago Spire (vormaliger Projektname Fordham Spire) war ein geplanter Wolkenkratzer in Chicago, dessen Bau im Sommer 2007 begann und im Herbst 2008 wieder eingestellt wurde. Das von dem spanischen Architekten Santiago Calatrava entworfene Gebäude sollte mit einer Höhe von 610 Metern das höchste Gebäude der Vereinigten Staaten werden. Die Fertigstellung war ursprünglich für das Jahr 2012 geplant. Nach einem Eigentümerwechsel und vorgelegten Alternativplanungen ist (mit Stand März 2021) unwahrscheinlich, dass das Gebäude jemals in der geplanten Form fertiggestellt wird.

## Architektur
Der Entwurf wurde zwischen 2005 und der endgültigen Abnahme der Pläne durch die Stadt am 12. Mai 2007 mehrmals geändert. Nach Streichung des Hotels, das ursprünglich die obersten 20 Stockwerke einnehmen sollte, sind final nur noch Wohnungen vorgesehen, wodurch der Spire zum höchsten reinen Wohngebäude der Erde werden würde. Weitere Änderungen betrafen die Form der Spitze, die im letzten Entwurf aufgeweitet wurde, um Raum zu gewinnen, und die Verlegung des separaten Parkhausgebäudes in den Untergrund unter das Gebäude.
Viel Wert wurde auf Umweltgesichtspunkte gelegt. Um die begehrte LEED-Auszeichnung in Gold zu erhalten, sah der Entwickler u. a. vor, Regenwasser wiederzuverwenden, zu Kühlungszwecken Flusswasser einzusetzen und mittels eines Spezialglases Vögel vor Kollisionen zu schützen.
Als Konsequenz aus dem 9/11-Anschlag New York waren gleich zwei Nottreppenhäuser vorgesehen.
Der – wie auch beim Malmöer Wolkenkratzer Turning Torso desselben Architekten – spiralförmig gedrehte Turm sollte eine Gesamtverdrehung von 360 Grad erreichen, wobei auf jedes der 150 Stockwerke 2,4° entfallen. Er soll bis zum Dach 610 Meter (2000 Fuß) hoch werden. Damit wäre er höchster Wolkenkratzer in den USA und würde den Chicagoer Willis Tower (442 Meter strukturelle Höhe, 527 Meter mit Antenne), bis 2013 der höchste amerikanische Wolkenkratzer, in allen Kategorien deutlich überragen. Der Chicago Spire wäre auch höher als das One World Trade Center in New York, seit 2013 der höchste amerikanische Wolkenkratzer, mit 541 Metern. Der Turm wäre zum Zeitpunkt der ursprünglich geplanten Fertigstellung nach dem Burj Khalifa in Dubai (828 Meter) das weltweit zweithöchste Gebäude gewesen.

## Bauarbeiten und Baustopp

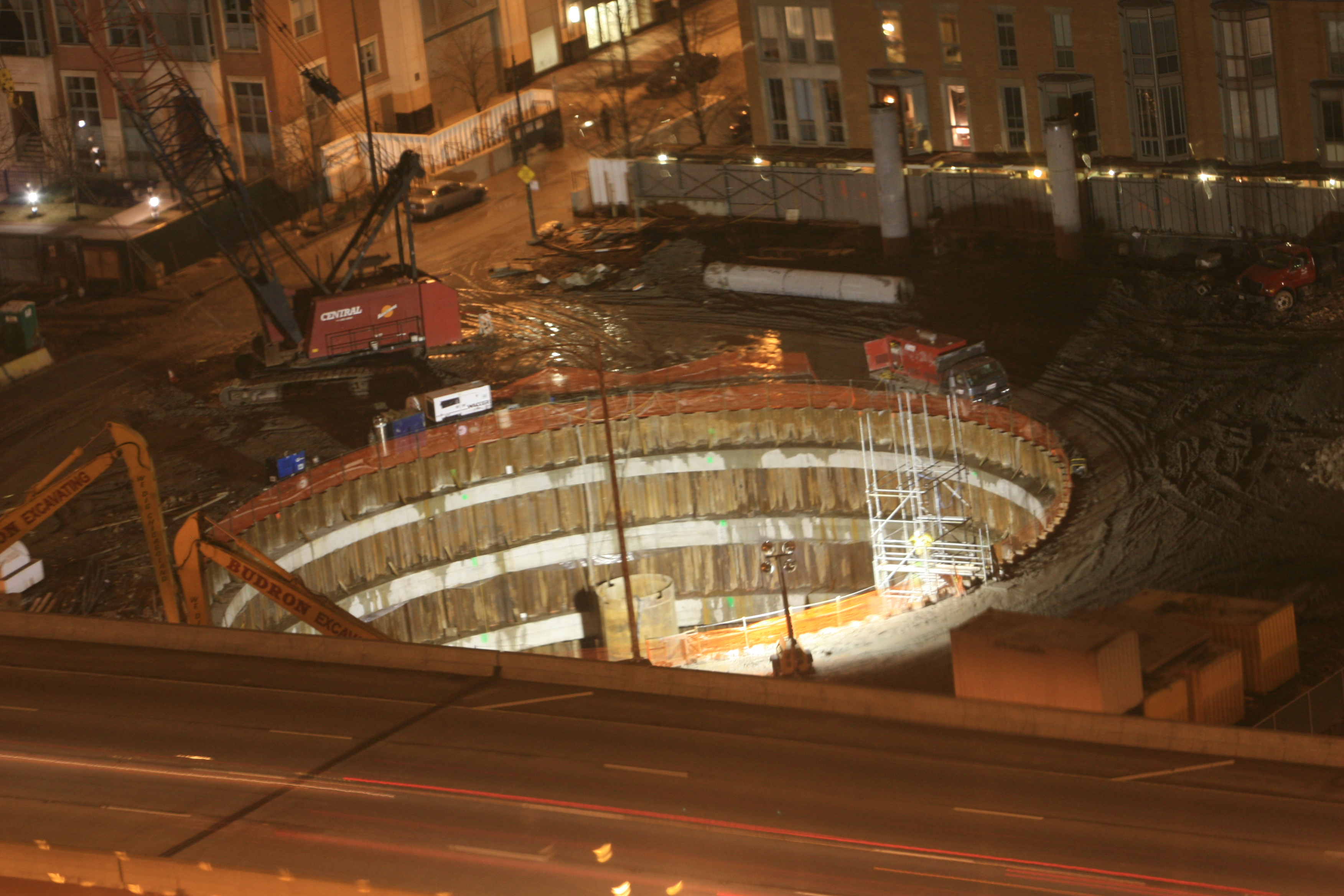
Baustelle bei Nacht im Januar 2008

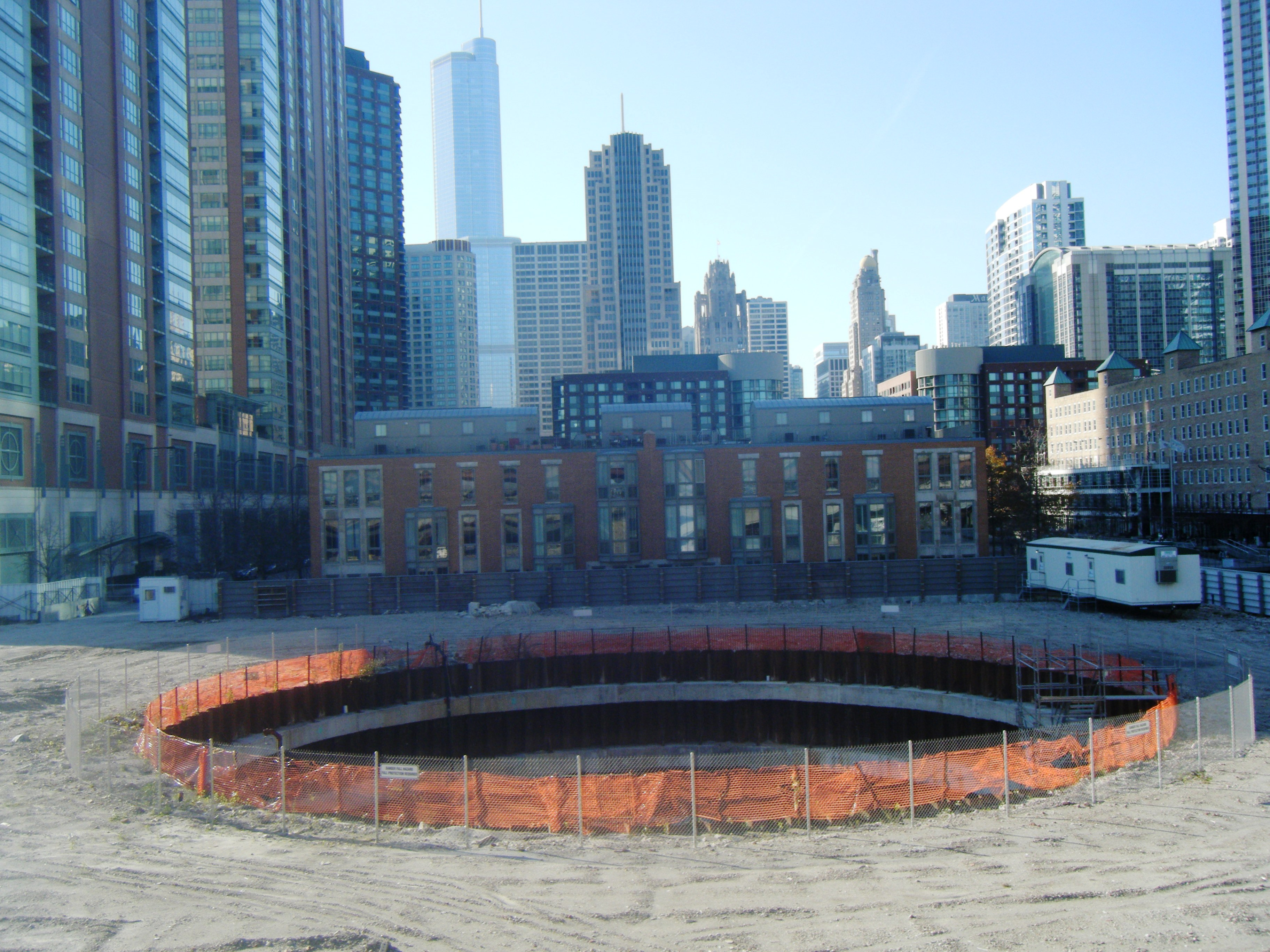
Der Baugrund im November 2009 ohne aktive Bauarbeiten

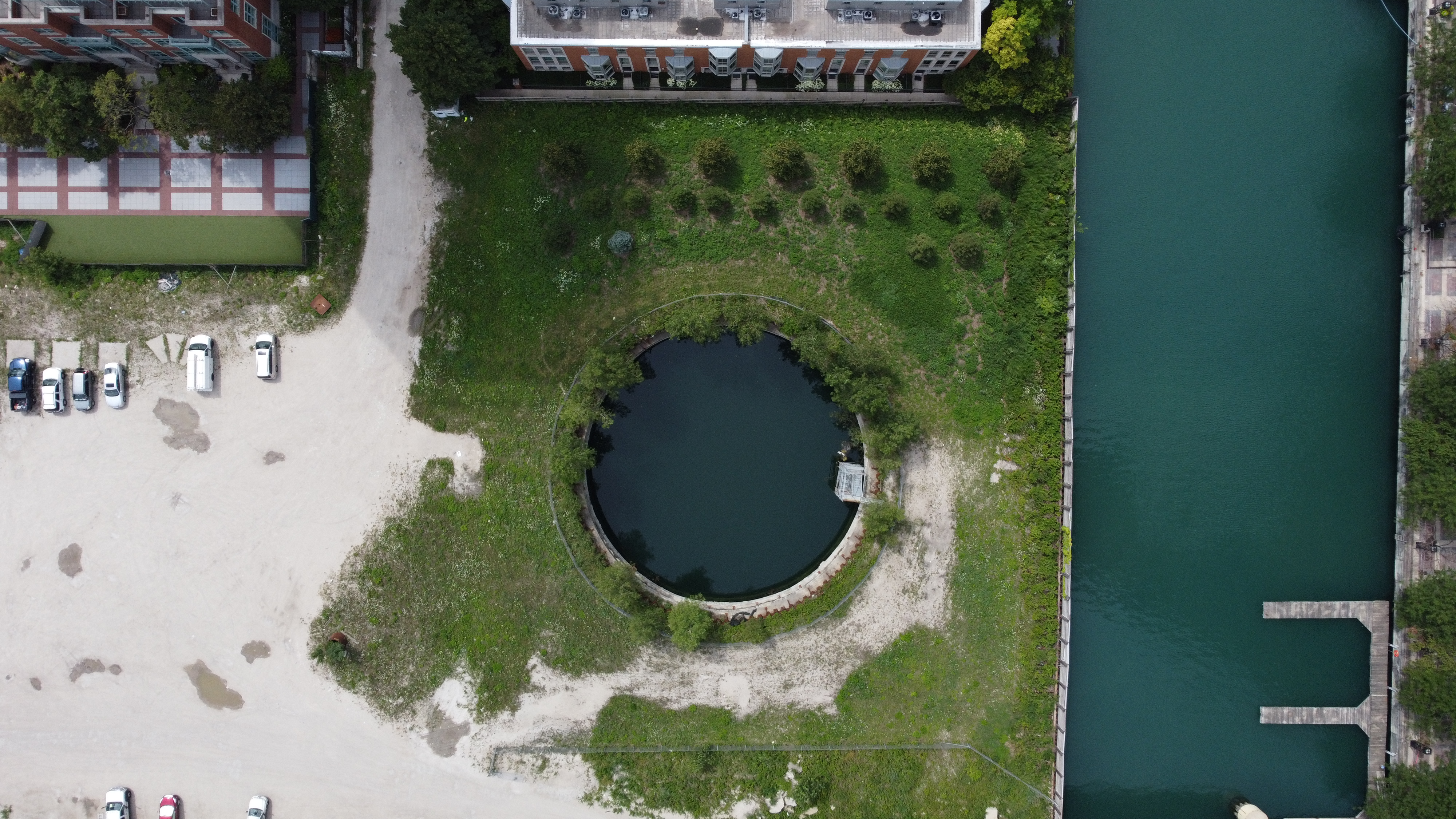
Der Baugrund am 30. Juli 2021 inzwischen mit Regenwasser gefüllt

Nachdem das Projekt bereits im Jahr 2005 unter dem Namen Fordham Spire der Öffentlichkeit vorgestellt wurde, begann der Bau im Juni 2007. Im Herbst 2008 wurde jedoch bekannt gegeben, dass der Bau aufgrund der Finanzkrise gestoppt wird, nachdem ein Großteil des Fundamentes fertig war. Das Magazin The Wall Street Journal berichtete im Herbst 2008, dass man davon ausginge, die Bauarbeiten bis Mitte 2009 fortführen zu können. Nach anhaltenden finanziellen Problemen des Projektentwicklers Shelbourne Development konnte dieser Termin jedoch nicht eingehalten werden. Es erscheint unklar, ob und wann an dem Turm weitergearbeitet wird. Im Dezember 2010 wurde eine Presseerklärung veröffentlicht, dass sich das Grundstück nahe am Michigansee ab sofort und bis auf weiteres im Besitz der Bank befinde und diese den Verkauf anstrebt.